# 高岡由美子

高岡 由美子（たかおか ゆみこ、1975年1月6日 - ）は、日本のモデル・タレント。株式会社Partager&co.代表取締役。血液型O型。
神奈川県藤沢市出身。TIMELINE AGENCY所属。姉は高岡早紀。3人兄妹で早紀の上に兄がいる。

## 来歴
20代からモデルとして活動を始める。
2000年11月、鹿島アントラーズ（当時）の本田泰人と結婚。2002年には第一子となる女児を出産したが、2009年11月に離婚。夫婦生活については、高岡が茨城県鹿嶋市での生活を拒んで東京での生活を譲らなかったため本田が現役時代は別居生活だったことや、自身の浪費癖などをバラエティ番組に出演した際に話題にし、所謂「恐妻家」「鬼嫁ネタ」を打ち出していた。
2011年6月25日、大阪のインテリア会社「リビングハウス」社長北村甲介と婚約したことを発表。同年12月5日、結婚（入籍）。同年12月10日に女児を出産。
2013年1月10日、この日の公式ブログで次女との2ショット写真を披露、その文章から暗に夫婦生活が破たんし、3人での生活に移行していることが報告された。
2014年5月16日、5月14日に離婚届を提出し2度目の離婚に至ったことが報じられ、18日付の公式ブログで正式に発表された。2児は高岡が親権をもつ。
2016年9月30日に娘2人とともにアメリカ合衆国ハワイ州に移住した。

## 人物
- ジャズピアニストの山下洋輔夫妻は両親の親友で、家族ぐるみの付き合いがあるという[11]。
- 2010年3月よりサロン形式のフラワーアレンジメントレッスンやオンラインストアを展開。“Salon de Partager（パルタジェ）”のプロデュースを担い、東京・青山にて定期クラスを開講していた。

### 取得している資格
- カットフラワーアドバイザー、ECO FLORIST、エディブルフラワー＆ハーブコーディネーターインストラクター、花検、花ソムリエマイスター

## 主な出演作品

### CM
- 花王  「メリーズ」

### テレビ
- 行列のできる法律相談所（日本テレビ）
- ジャンクSPORTS（フジテレビ）